# Sør-Varanger
Sør-Varanger  (in finlandese: Etelä-Varanki, in russo: Сёр-Вара́нгер) è un comune norvegese della contea di Finnmark. Sør-Varanger significa letteralmente "(parte) sud (di) Varanger" e ha come proprio centro la città di Kirkenes.